# Fandango!
Fandango! je čtvrté studiové album americké blues rockové skupiny ZZ Top, vydané v roce 1975 u London Records. Album produkoval Bill Ham. První polovina alba jsou koncertní, druhá studiové nahrávky.

## Seznam skladeb
| Strana 1 (Koncertní část) | Strana 1 (Koncertní část)                                                                                         | Strana 1 (Koncertní část)                       | Strana 1 (Koncertní část) |
| Pořadí                    | Název | Autor                                           | Délka                     |
| ------------------------- | --- | ----------------------------------------------- | ------------------------- |
| 1.                        | Thunderbird |                                                 | 4:08                      |
| 2.                        | Jailhouse Rock | Leiber, Stoller                                 | 1:57                      |
| 3.                        | Backdoor Medley 1. Backdoor Love Affair 2. Mellow Down Easy 3. Backdoor Love Affair No. 2 4. Long Distance Boogie | Gibbons, Ham Dixon Gibbons Gibbons, Hill, Beard | 9:25 1:10 3:39 2:05 2:32  |

| Strana 2 (Studiové album) | Strana 2 (Studiové album)  | Strana 2 (Studiové album) | Strana 2 (Studiové album) |
| Pořadí                    | Název                      | Autor                     | Délka                     |
| ------------------------- | -------------------------- | ------------------------- | ------------------------- |
| 1.                        | Nasty Dogs and Funky Kings | Gibbons, Hill, Beard      | 2:42                      |
| 2.                        | Blue Jean Blues            | Gibbons, Hill, Beard      | 4:43                      |
| 3.                        | Balinese                   | Gibbons, Hill, Beard      | 2:39                      |
| 4.                        | Mexican Blackbird          | Gibbons, Hill, Beard      | 3:07                      |
| 5.                        | Heard It on the X          | Gibbons, Hill, Beard      | 2:24                      |
| 6.                        | Tush                       | Gibbons, Hill, Beard      | 2:15                      |

## Sestava
- Billy Gibbons – kytara, zpěv
- Dusty Hill – basová kytara, klávesy, zpěv
- Frank Beard – bicí, perkuse